# Ostreobdella papillata
Ostreobdella papillata är en ringmaskart som beskrevs av Burreson 1977. Ostreobdella papillata ingår i släktet Ostreobdella och familjen fiskiglar. Inga underarter finns listade i Catalogue of Life.